# Georgios Toptsis
Georgios Toptsis es un deportista griego que compitió en atletismo adaptado. Ganó tres medallas en los Juegos Paralímpicos de Verano entre los años 1988 y 1996.

## Palmarés internacional
| Juegos Paralímpicos | Juegos Paralímpicos      | Juegos Paralímpicos | Juegos Paralímpicos        |
| Año                 | Lugar                    | Medalla             | Prueba                     |
| ------------------- | ------------------------ | ------------------- | -------------------------- |
| 1988                | Seúl (Corea del Sur)     | Medalla de bronce   | Salto de longitud A6A8A9L6 |
| 1992                | Barcelona (España)       | Medalla de plata    | Salto de longitud J4       |
| 1996                | Atlanta (Estados Unidos) | Medalla de bronce   | Salto de longitud F45-46   |